# AxeWound
AxeWound — британо-канадская метал-супергруппа, сформированная в 2012 году, состоящая из Лиама Кормиэра из Cancer Bats (вокал), Мэттью Така из Bullet For My Valentine (гитара и бэк-вокал), Майка Кингсвуда из Glamour of the Kill (гитара), Джо Капката из ZOAX и бывшего участника Rise to Remain (бас-гитара) и Джейсона Боулда из Pitchshifter (ударные).

## История
Группа официально заявила о себе 1 мая 2012 года на BBC Radio 1 Rock Show со своим первым синглом, «Post-Apocalyptic Party», который был сыгран той же ночью и доступен для бесплатного скачивания с официального сайта группы. 8 июня, они были хэдлайнерами на Pepsi Max Third Stage at Download Festival 2012. Так объявил, что гитарист Avenged Sevenfold Синистер Гейтс будет гостевым музыкантом на первом треке их дебютного альбома. Через Kerrang! было подтверждено, что первый альбом группы будет назван Vultures. Было также подтверждены четыре названия песен: «Vultures», «Post-Apocalyptic Party», «Cold» и «Blood Money and Lies». Дебютный альбом Vultures был выпущен 2 октября 2012 года.
Мэттью Так высказал своё желание о дальнейшей работе с группой, однако признал, что все силы уходят на пятый альбом Bullet For My Valentine.

## Участники группы
- Лиам Кормиэр — вокал
- Мэтт Так — гитара, бэк-вокал
- Майк Кингсвуд — гитара
- Джейсон Боулд — барабаны, перкуссия
- Джои Копкат — бас-гитара

## Дискография
Студийные альбомы
- Vultures (2012)